# Ад'ютант

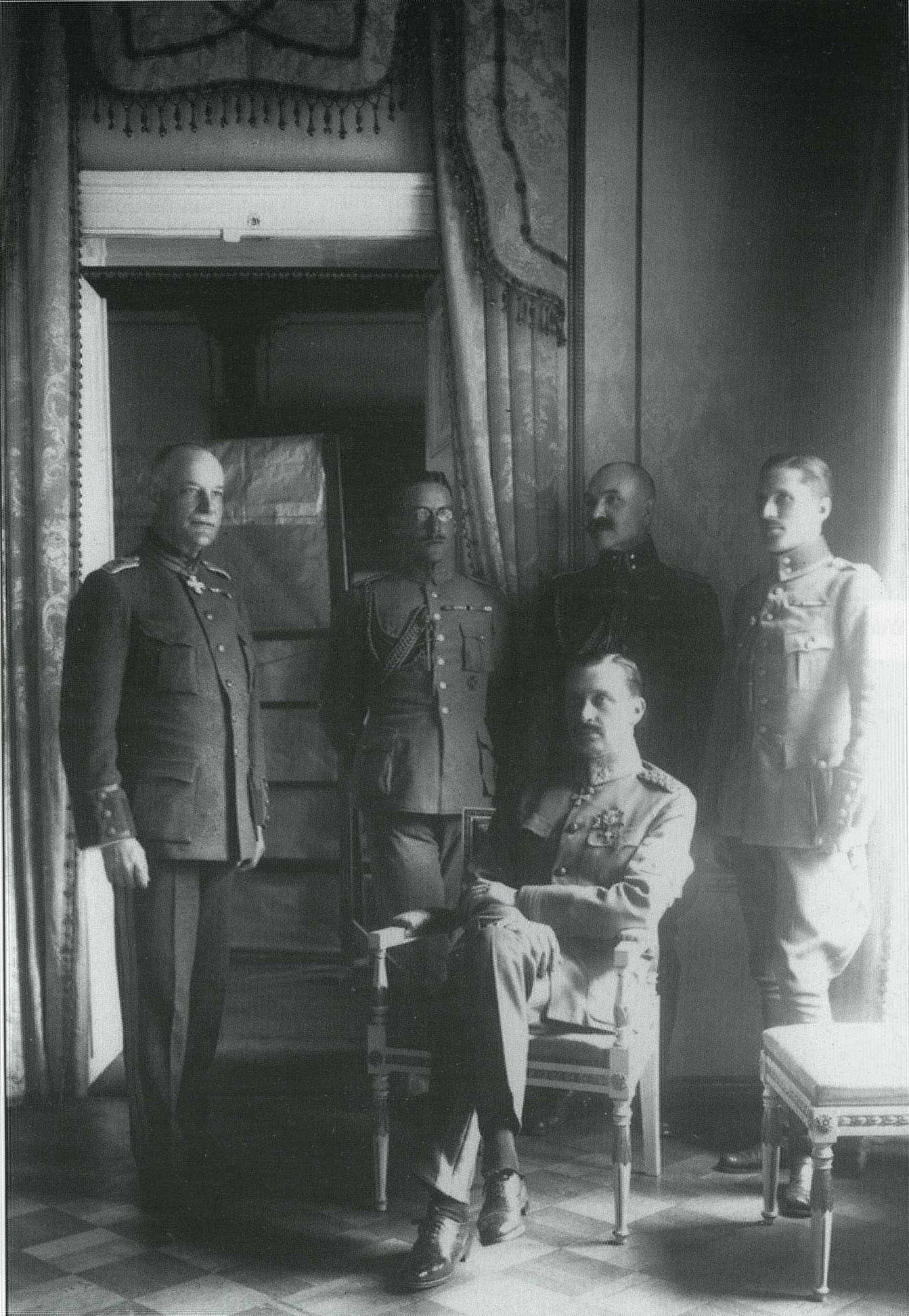
Регент Фінляндії Карл Густав Маннергейм в оточенні своїх ад'ютантів

Ад'юта́нт (нім. Adjutant, походить від лат. adiuvare — «допомагати, підтримувати») — військовослужбовець (зазвичай офіцер), що перебуває при командирі для виконання службових доручень. Посада ад'ютанта як офіцера для доручень мало поширена в арміях.

## Історія
Ад'ютант — офіцерське військове звання (у арміях деяких країн також прапорщик, ворент-офіцер, а на флотах — мічман), а з часом посада обер-офіцера, який знаходився при військовому начальнику або при штабі тієї або іншої військової частини (починаючи з дивізійного рівня і до армії, корпусу, фронту) для виконання службових доручень, передачі термінової інформації, розпоряджень або для виконання штабної роботи. У Радянській Армії (до 1954) також штабна посада в батальйоні (дивізіоні, ескадрильї), призначення якої — надання допомоги командиру в управлінні підрозділом. В Радянській Армії посаду ад'ютанта командира дивізії займав старший прапорщик. Відповідний чин у козацькому війську мав значкови́й.
У Російській імператорській армії посада офіцера, завідувача діловодства в штабах і управліннях. Введена в 2-й половині 17 в. і узаконена Петром I в Статуті військовому 1716. Існували ад'ютант батальйонний, полковий, бригадний, старший. Останні очолювали діловодство в штабах дивізій, польових армій, військових округів. У російській армії кінця XIX — початку XX століть посади старших ад'ютантів при штабах дивізій, корпусів, армій виконували, як правило, офіцери Генерального Штабу.
Також так називався придворний військовий чин у почті російського імператора. Ад'ютант в званні генерала називався генерал-ад'ютант, в офіцерському званні — флігель-ад'ютант.